# The Woman Beneath
The Woman Beneath is een Amerikaanse stomme film uit 1917 onder regie van Travers Vale. De hoofdrollen worden vertolkt door Ethel Clayton, Crauford Kent en Isabel Berwin. De film is wellicht zoekgeraakt.

## Verhaal
Betty Fairchild besluit het advies van haar moeder op te volgen en te trouwen voor geld. Dus wanneer Tom Connolly met zijn fortuin uit het Westen arriveert, accepteert ze zijn aanzoek ook al houdt ze niet van hem. De idealistische Tom is volledig gedesillusioneerd wanneer hij erachter komt waarom zijn vrouw met hem trouwde en hij verlaat haar prompt. Rupert Brantley, een rijke schurk, grijpt deze kans om Betty voor zich te winnen. Ze realiseert zich echter geleidelijk dat ze een vergissing heeft begaan en ze stuurt hem wandelen.
Op een dag arriveert er een brief van Toms moeder die door Betty nietsvermoedend geopend wordt. Er zitten brieven en een foto in van een man die Toms zus heeft verraden, met een smeekbede aan Tom om de familie te wreken. Betty herkent de man als Brantley en snelt naar zijn appartement om hem te waarschuwen en zo te voorkomen dat haar man een moordenaar wordt. Tom is haar echter gevolgd en beschuldigt haar van ontrouw. Wanneer Tom uiteindelijk de brief van zijn moeder te zien krijgt volgt een verzoening met zijn vrouw.

## Rolverdeling
| Acteur           | Personage       |
| ---------------- | --------------- |
| Ethel Clayton    | Betty Fairchild |
| Curtis Cooksey   | Tom Connolly    |
| Isabel Berwin    | Mrs. Fairchild  |
| Frank DeVernon   | Mr. Fairchild   |
| Crauford Kent    | Rupert Brantley |
| Eugenie Woodward | Mrs. Connolly   |